# Ana de Armas

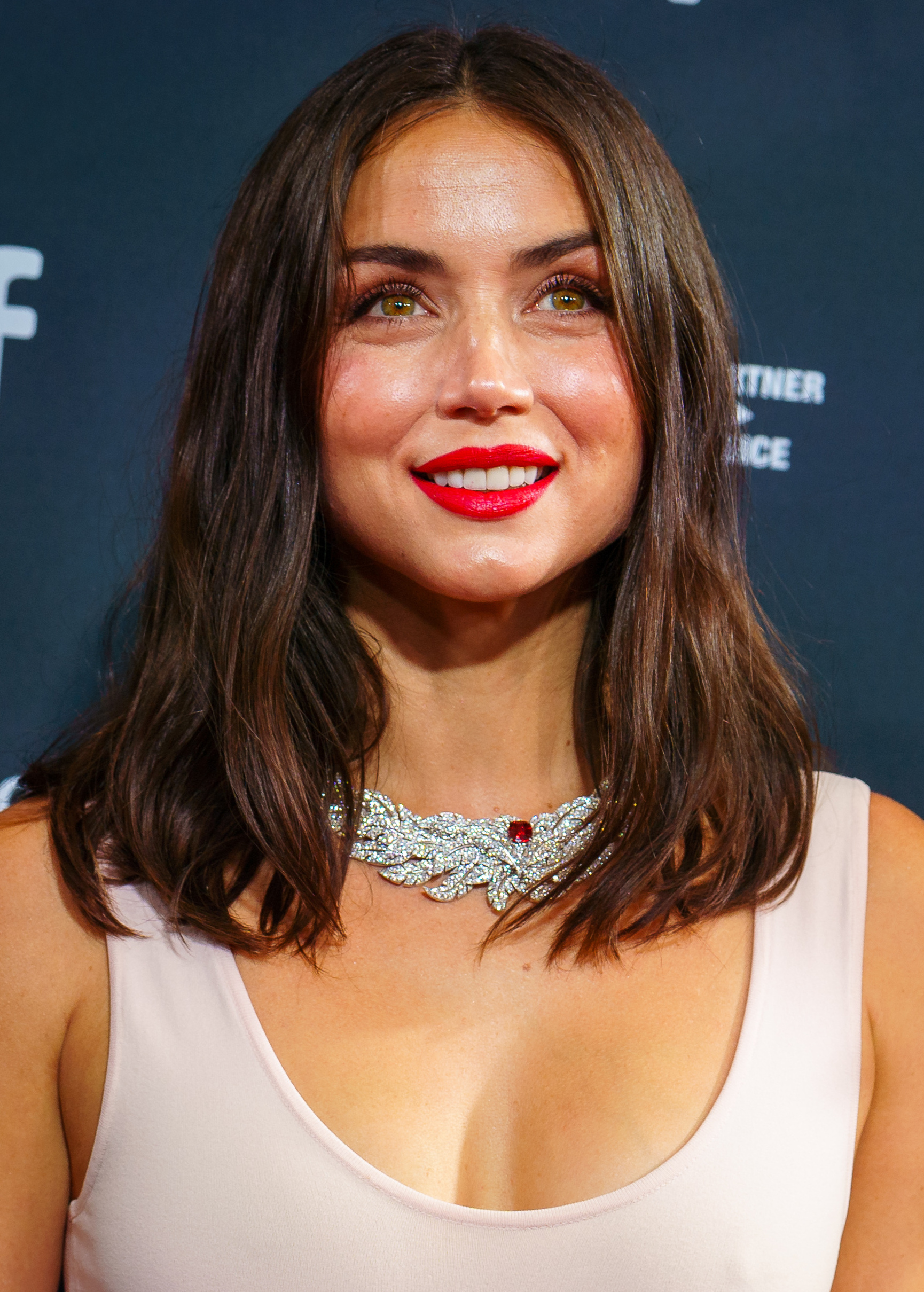
Ana de Armas (2024)

Ana Celia de Armas Caso (* 30. April 1988 in Havanna) ist eine kubanisch-spanische Schauspielerin.

## Leben und Karriere
Ana de Armas wuchs in Havanna auf und besuchte ab einem Alter von 14 Jahren die Schauspielschule am Teatro Nacional de Cuba. Noch während der Ausbildung gab sie im Alter von 16 Jahren an der Seite von Álex González ihr Filmdebüt in Una rosa de Francia von Manuel Gutiérrez Aragón. Als 18-Jährige, noch vor ihrem Abschluss an der Theaterschule, zog es die Kubanerin – die aufgrund ihrer aus Palencia und León stammenden Großeltern auch die spanische Staatsangehörigkeit besitzt – schließlich nach Spanien. Hätte sie noch ihren Abschluss in Kuba gemacht, hätte sie für drei Jahre nicht ausreisen dürfen. In Spanien kam sie dann vermehrt als Schauspielerin zum Einsatz. Neben Filmen wie Madrigal unter der Regie des Kubaners Fernando Pérez und dem Drama El edén perdido von Manuel Estudillo wurde sie ab 2007 auch in der Rolle der Carolina Leal Solís in der spanischen Antena-3-Serie El internado eingesetzt, in der sie bis 2010 in insgesamt 56 Episoden spielte.
2008 wurde sie unter anderem für die spanische Ausgabe des FHM abgelichtet und abermals an der Seite von Álex González in der kurzlebigen Serie Revelados besetzt. In Sex, Party und Lügen, einer Regiezusammenarbeit zwischen Alfonso Albacete und David Menkes aus dem Jahre 2009, war sie in einer der Hauptrollen als Carola zu sehen. Des Weiteren war sie in diesem Jahr neben Fernando Tielve und Nico Verona auch im Kurzfilm Y de postre, qué von Fernando Gónzález Gómez zu sehen.
Im Anschluss an das Serienende von El internado 2010 wurde de Armas in der Rolle der Nerea in 17 der insgesamt 20 Episoden der spanischen Historienserie Hispania, la leyenda eingesetzt. Unter der Regie von Antonio Trashorras spielte sie daraufhin 2011 im Horror-Thriller Blind Alley – Im Schatten lauert der Tod die Hauptrolle neben Künstlern wie Diego Cadavid, Leonor Varela oder Judith Diakhate. In den nachfolgenden Jahren wurde es weitgehend ruhig um sie, da sie in weiterer Folge 2012 ausschließlich im Kurzfilm Perrito chino von Fran Gil-Ortega, 2013 in Norberto Ramos del Vals Faraday und 2014 als Sol in Por un puñado de besos von David Menkes zu sehen war. Außerdem war sie von 2011 bis 2013 mit dem Schauspieler Marc Clotet verheiratet.
Nachdem de Armas 2014 nach Los Angeles gezogen war, folgte ab 2015 der internationale Durchbruch, nachdem sie in Eli Roths Erotik-Horror-Thriller Knock Knock neben Roths Ehefrau Lorenza Izzo und Keanu Reeves als Bel zu sehen war. Im gleichen Jahr holte sie Antonio Trashorras erneut in einen seiner Filme und agierte in Anabel neben Schauspielkollegen wie Rocío León oder Enrique Villén. 2016 war sie in Filmen wie Hands of Stone von Jonathan Jakubowicz neben Robert De Niro oder Édgar Ramírez oder neben Scott Eastwood, Gaia Weiss, Clemens Schick oder Simon Abkarian in Antonio Negrets Overdrive zu sehen. Weitere Filme – die ebenfalls 2016 erschienen – sind Exposed: Blutige Offenbarung von Regisseur Declan Dale und War Dogs von Todd Phillips. In beiden Werken ist sie in einer der Hauptrollen zu sehen. 2017 war sie in Denis Villeneuves Film Blade Runner 2049 zu sehen. Es folgten weitere Auftritte in verschiedenen Filmen, darunter 2019 die tragende Rolle in Knives Out – Mord ist Familiensache, für die sie für einen Golden Globe als Beste Hauptdarstellerin in einer Komödie oder einem Musical nominiert wurde. 2021 war sie in James Bond 007: Keine Zeit zu sterben zu sehen. Ein Jahr später übernahm sie die Hauptrolle in Andrew Dominiks Spielfilm Blond, der in den Wettbewerb der Filmfestspiele von Venedig eingeladen wurde. Ihre Darstellung der Marilyn Monroe brachte de Armas unter anderem Nominierungen für den Golden Globe Award und Oscar ein. Weitere Filme folgten, 2025 war sie in der Hauptrolle im Actionfilm From the World of John Wick: Ballerina zu sehen.
In den deutschsprachigen Synchronfassungen ihrer Filme hatte de Armas zunächst verschiedene Synchronsprecherinnen. Während ihr in Blind Alley – Im Schatten lauert der Tod noch Maja Maneiro die deutsche Stimme lieh, war diese in Knock Knock Nora Jokhosha. In diesem Film hatte sie jedoch mit Julia Rosa Peer noch eine weitere Sprecherin, die die spanischen Dialoge synchronisierte. Seit James Bond 007: Keine Zeit zu sterben stammt ihre deutsche Stimme von Alice Bauer, die sie vorher bereits in einzelnen Projekten sprach.
Ende Juni 2020 wurde de Armas Mitglied der Academy of Motion Picture Arts and Sciences.
Im Dezember 2022 war Ana de Armas Auslöser einer Verbraucherschutz-Sammelklage vor US-Gerichten, weil sie im Trailer des Films Yesterday zu sehen war, aber aus der endgültigen Kinoversion herausgeschnitten wurde. Die Entfernung ihrer Nebenrolle geschah aus dramaturgischen Gründen: Teile des Testpublikums hatten angeblich negativ darauf reagiert, dass der Hauptdarsteller sich zwischenzeitlich von der weiblichen Hauptrolle abwendet, hin zu de Armas Charakter. Die Klage wurde in erster Instanz zugelassen, weil der Trailer mit de Armas eine Form der irreführenden Werbung darstelle.

## Filmografie (Auswahl)
- 2006: Una rosa de Francia
- 2007: Madrigal
- 2007: El edén perdido (Fernsehfilm)
- 2007–2010: El internado (Fernsehserie, 56 Episoden)
- 2008: Revelados (Fernsehserie, unbekannte Anzahl an Episoden)
- 2009: Sex, Party und Lügen (Mentiras y gordas)
- 2009: Y de postre, qué (Kurzfilm)
- 2010–2011: Hispania, la leyenda (Fernsehserie, 17 Episoden)
- 2011: Blind Alley – Im Schatten lauert der Tod (El callejón)
- 2012: Perrito chino (Kurzfilm)
- 2013: Faraday
- 2014: Por un puñado de besos
- 2015: Knock Knock
- 2015: Anabel
- 2016: Exposed: Blutige Offenbarung (Exposed)
- 2016: Hands of Stone – Fäuste aus Stein (Hands of Stone)
- 2016: War Dogs
- 2017: Overdrive
- 2017: Blade Runner 2049
- 2018: Corazón
- 2019: The Informer
- 2019: Wasp Network
- 2019: Knives Out – Mord ist Familiensache (Knives Out)
- 2020: Sergio
- 2020: The Night Clerk – Ich kann dich sehen (The Night Clerk)
- 2021: James Bond 007: Keine Zeit zu sterben (No Time to Die)
- 2022: Tiefe Wasser (Deep Water)
- 2022: The Gray Man
- 2022: Blond (Blonde)
- 2023: Ghosted
- 2024: Eden
- 2025: From the World of John Wick: Ballerina

## Auszeichnungen
- 2018: Saturn-Award-Nominierung als Beste Nebendarstellerin für Blade Runner 2049
- 2019: Detroit Film Critics Society, Nominierung als Best Breakthrough für Knives Out – Mord ist Familiensache
- 2020: Spanish Actors Union, Nominierung als Beste Schauspielerin in einer internationalen Produktion für Knives Out – Mord ist Familiensache
- 2020: Golden-Globe-Nominierung als Beste Hauptdarstellerin – Komödie oder Musical für Knives Out – Mord ist Familiensache
- 2020: Satellite Award in der Kategorie Bestes Schauspielensemble für Knives Out – Mord ist Familiensache
- 2021: Saturn Award als Beste Nebendarstellerin für Knives Out – Mord ist Familiensache
- 2023: Golden-Globe-Nominierung als Beste Hauptdarstellerin – Drama für Blond
- 2023: Oscar-Nominierung als Beste Hauptdarstellerin für Blond
- 2024: Goldene-Himbeere-Nominierung als Schlechteste Schauspielerin für Ghosted
- 2024: Goldene Himbeere-Nominierung als Schlechteste Leinwandpaar (zusammen mit Chris Evans) für Ghosted